# 11 Batalion Saperów (1939)

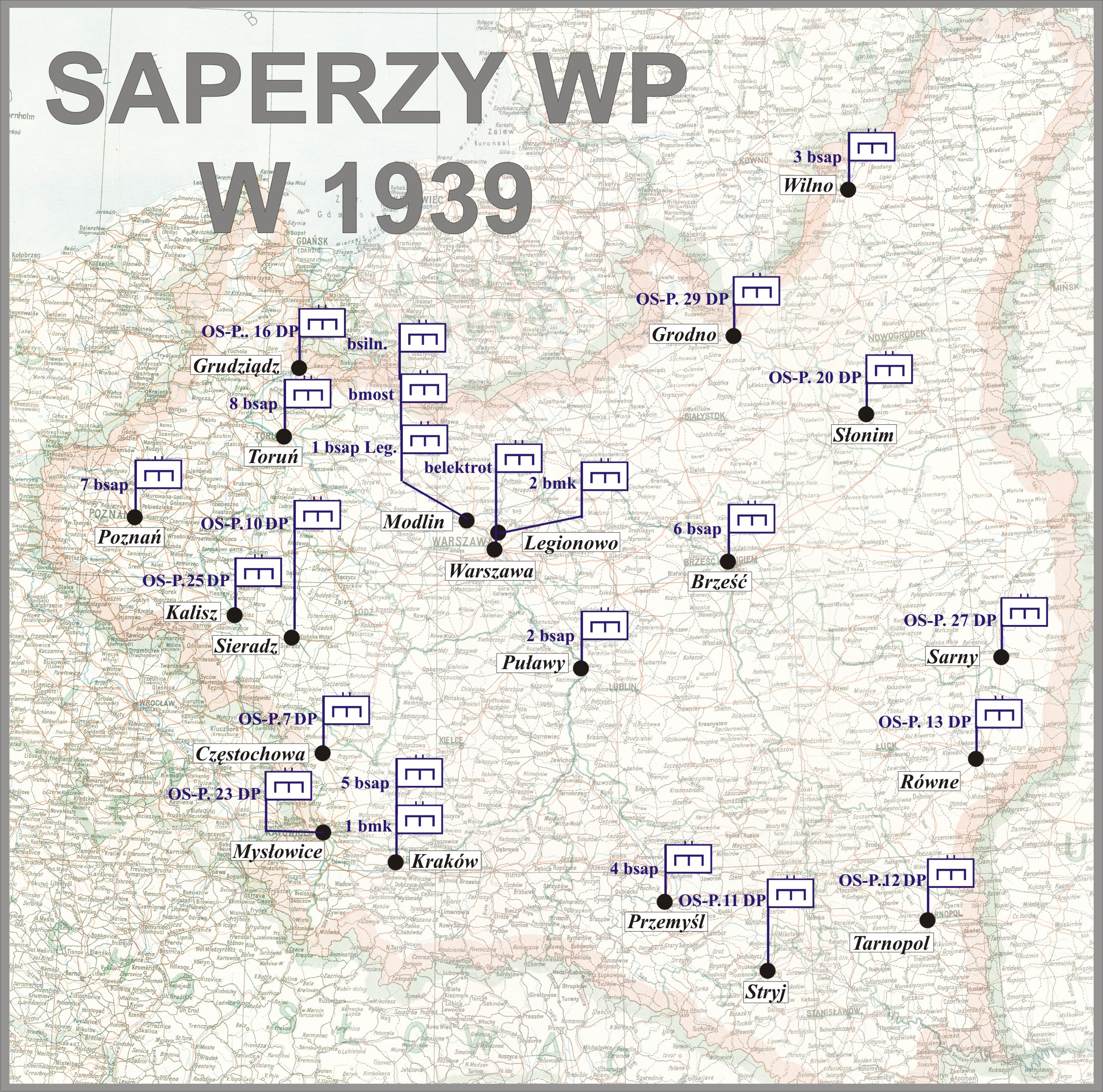
Jednostki saperskie WP w 1939

11 batalion saperów (11 bsap) – oddział saperów Wojska Polskiego II RP.
Batalion nie występował w pokojowej organizacji wojska. Został sformowany w 1939 przez Ośrodek Sapersko-Pionierski 11 DP.

## Ośrodek Sapersko-Pionierski 11 DP
W maju 1937 r., w garnizonie Stryj, sformowany został Ośrodek Sapersko-Pionierski 11 Dywizji Piechoty. Ośrodek wchodził w skład 11 Karpackiej Dywizji Piechoty, a pod względem wyszkolenia podporządkowany był dowódcy 3 Grupy Saperów. Ośrodek stacjonował w Stryju.
Organizacja i obsada personalna ośrodka
Organizacja i obsada personalna ośrodka w marcu 1939 roku:
- dowódca ośrodka – mjr Włodzimierz Kupryk
- adiutant – por. Józef Tuora (*)[b]
- oficer materiałowy - kpt. Zdzisław Bolesław Blicharski
- oficer mobilizacyjny – por. Józef Tuora (*)[b]
- dowódca kompanii saperów – por. Honcel Piotr
- dowódca plutonu – por. Popek Edmund
- dowódca plutonu – por. Józef Tuora (*)[b]
- dowódca plutonu – ppor. Witold Hryniewicki
- dowódca plutonu specjalnego – por. Adam Karwowski

Ośrodek był jednostką mobilizującą. Zgodnie z planem mobilizacyjnym "W" ośrodek formował dla 11 DP w I rzucie mobilizacji powszechnej batalion saperów typ IIa nr 11 z drużyną przeprawową pionierów piechoty nr 11.

## Formowanie i działania batalionu
17 czerwca 1939 r. zarządzona została mobilizacja 1 kompanii 11 bsap. Po sformowaniu kompania przystąpiła do inżynieryjnej rozbudowy obrony Odcinka "Słowacja". W kampanii wrześniowej 1/11 bsap walczyła w składzie Armii "Karpaty".
W dniach 31 sierpnia - 3 września 1939 r. przeprowadzona została mobilizacja 11 bsap (bez 1 kompanii). Batalion w kampanii wrześniowej walczył w składzie macierzystej dywizji.

## Struktura i obsada etatowa 11 bsap
Obsada personalna we wrześniu 1939:
- dowódca baonu – mjr Włodzimierz Kupryk
- zastępca dowódcy baonu – kpt. Zdzisław Bolesław Blicharski
- dowódca 1 kompanii saperów – por. Piotr Honcel
- dowódca 2 kompanii saperów – por. Edmund Popek
- dowódca 3 zmotoryzowanej kompanii saperów – por. Adam Karwowski
- dowódcy kolumny saperskiej – ppor. rez. Tadeusz Fuk